# 第23師團
第23師團是日本帝國陸軍中的1個師團，通稱號旭；該部隊也是日本帝國陸軍中第一支機械化步兵單位。

## 歷史
第23師團是在1938年4月4日於熊本市組建的三團制師級單位，成立原因是由於中國抗日戰爭的白熱化，日軍佔領了大片領土，需要軍隊維持治安。因此日本政府在1938年允許軍方增設15、17、21、22、23這五個師級單位，總編制人數大約在1萬5千人前後。
雖然本單位是因應大陸戰場而成立，但是因為海拉爾（現在內蒙古的一部分）騎兵旅的駐軍先調往中國戰場，23師團便頂替該部隊任務職缺，整訓完成後派遣至滿洲國的北部邊境擔負國境守備。結果是1939年5至9月時，該部隊成為諾門罕戰役中對抗蘇聯紅軍的主力。
23師團最初聽命關東軍指令，將部隊所轄之偵蒐團派遣至前線（指揮官為搜索團長東八百蔵中校，簡稱「東支隊」）；東支隊抵達時並沒有遇上蘇聯紅軍，但撤退時接獲蘇軍再度南下邊界的訊息，與隨後投入戰場的第64步兵聯隊（聯隊長：山縣武光上校）組成「山縣支隊」參戰，結果山縣支隊潰敗，東中校戰死。
眼見狀況不對，關東軍將戰車第3聯隊、戰車第4聯隊，23師團主力部隊通通北調。抵達戰場後兩個戰車團、23師團與64聯隊殘餘部隊合組，由安岡正臣中將率領（安岡支隊），再度對蘇軍發動攻勢，結果仍是致命性的慘敗，師團參謀長大内孜上校戰死。為因應戰局升高，關東軍在1939年8月4日成立第六軍，並將23師團納入下轄部隊。
在日軍攻勢屢屢受挫後，集結足夠戰力的蘇軍對日軍發動反擊，位於攻勢矛頭的23師團再度狠狠地被蘇聯輾碎。根據記載，第71步兵聯隊隊長森田徹上校8月26日戰死、第13野炮聯隊隊長伊勢高秀上校，第64步兵聯隊長山縣武光上校同於8月29日戰死、第71步兵聯隊代理隊長東宗治中校8月30日戰死、第71步兵聯隊長酒井美喜雄上校9月15日戰死，23步兵團團長小林恒一少將重傷，代理師團岡參謀長岡本徳三精神失常。基本上師下轄的主要部隊主官都已死傷殆盡。沒戰死的師團搜索隊隊長井置榮一中校該戰役後自殺，師長小松原道太郎中將被解職召回日本，編入預備役後在1940年10月病故。
日軍統計後，23師團在諾門罕一役死傷11,958人，近乎該師編制的8成。這個部隊後來被稱為「悲劇的小松原兵團」。
諾門罕一役後，23師團重組。並強化戰力改組成機械化步兵師，與第8邊防隊共同負擔滿州國境的防守任務。1944年時，太平洋戰線慘敗，第23師團要求南調增援。原本預定調至台灣，隨後因菲律賓戰況惡化被緊急轉調至當地強化防務。為了方便運輸師團編制與應付運輸損失，再度變更回普通之三團制步兵師，部分重裝備人員留用給第8邊防隊，此邊防隊而後擴充成第119師團。
但是，隨著在太平洋戰爭中於菲律賓對抗美國的形勢越來越不利，第23師團於1945年1月被調往呂宋，被配屬在第14方面軍。它到達的時候正是參加對抗美軍的仁牙茵灣戰役。在這場戰役及在隨後直至1945年3月由美國和菲律賓武裝部隊進行的呂宋島戰役中，第23師團在戰鬥中損失了24,508人，實際上這數字幾乎是編制的2倍，該部隊在菲律賓有自行徵補當地人民作戰。最後返國時，23師團只剩5,128人，但在菲律賓戰場它總共兵力曾達到29,636人。第23師團在呂宋島戰役結束後，實際上已經永不復存在。

## 師団概要

### 師団長
- 小松原道太郎 中将：1938年（昭和13）7月7日 - 1939年（昭和14）11月6日
- 井上政吉 中将：1939年（昭和14年）11月6日 - 1941年（昭和16年）3月1日
- 西原貫治 中将：1941年（昭和16年）3月1日 - 1942年（昭和17年）11月10日
- 及川源七 中将：1942年（昭和17年）11月10日 - 1944年（昭和19年）1月7日
- 西山福太郎 中将：1944年（昭和19年）1月7日 - 終戦

### 参謀長
- 大内孜 大佐：1938年（昭和13年）7月7日 - 1939年（昭和14年）7月4日（戦死）
- 岡本徳三 大佐：1939年（昭和14年）7月6日 - 1939年（昭和14年）9月11日（戦傷して入院中に死去）
- 木村松治郎 大佐：1939年（昭和14年）9月11日 - 1940年（昭和15年）8月1日
- 川俣雄人 大佐：1940年（昭和15年）8月1日 - 1941年（昭和16年）10月15日
- 松田巌 大佐：1941年（昭和16年）10月15日 - 1942年（昭和17年）8月1日
- 高津利光 大佐：1942年（昭和17年）8月1日 - 1944年（昭和19年）3月1日
- 吉川浩 大佐：1944年（昭和19年）3月1日 - 1944年（昭和19年）11月17日（戦死）
- 高津利光 大佐：1944年（昭和19年）11月27日 -

### 高級副官
- 亀川良夫 中佐：1938年（昭和13年）7月15日 - 1939年（昭和14年）8月1日
- 高畑洋平 中佐：1939年（昭和14年）8月1日 - 1940年（昭和15年）9月16日
- 青山清 中佐：1940年（昭和15年）8月16日 - 1940年（昭和15年）12月2日
- 立花啓一 中佐：1940年（昭和15年）12月2日 -
- 三好勇 少佐：

### 兵器部長
- 近沢義美 大佐：1938年（昭和13年）7月15日 - 1939年（昭和14年）7月3日
- 金子時之助 中佐：1939年（昭和14年）7月3日 - 1940年（昭和15年）8月1日
- 高畑洋平 中佐：1940年（昭和15年）8月1日 - 1941年（昭和16年）8月1日
- 大橋彦四郎 大佐：1944年（昭和16年）8月1日 -

### 経理部長
- 渦川正義 主計大佐：1938年（昭和13年）7月15日 - 1940年（昭和15年）3月9日
- 今田章 主計中佐：1940年（昭和15年）3月9日 - 1941年（昭和16年）10月15日
- 三浦日出雄 主計中佐：1941年（昭和16年）10月15日 -
- 伊知地俊雄 主計中佐：1944年（昭和19年）10月31日 -

### 軍医部長
- 村上徳治 軍医大佐：1938年（昭和13年）7月15日 - 1940年（昭和15年）3月9日
- 樋口四郎 軍医大佐：1940年（昭和15年）3月9日 -
- 倉原玉記 軍医中佐：

### 獣医部長
- 松尾義夫 獣医中佐：1938年（昭和13年）7月15日 - 1940年（昭和15年）3月9日
- 石坂九郎治 獣医中佐：1940年（昭和15年）3月9日 - 1942年（昭和17年）11月9日
- 慶家星 獣医中佐：1942年（昭和17年）11月9日 -

## 組織

### 1938年（昭和13年）當時編制
- 師團司令部
- 第23步兵團
  - 第23步兵團司令部
  - 步兵第64聯隊
  - 步兵第71聯隊
  - 步兵第72聯隊
- 捜索第23聯隊
- 野砲兵第13聯隊
- 工兵第23聯隊
- 輜重兵第23聯隊
- 第23師團衛生隊
- 第23師團通信隊
- 第23師團制毒訓練所
- 第23師團兵器修理所
- 第23師團病馬收容所
- 第23師團防疫給水部

### 最終所屬部隊
- 步兵第64聯隊（熊本）：中島正清大佐
- 步兵第71聯隊（鹿兒島）：二木榮藏大佐
- 步兵第72聯隊（都城）：中島嘉樹大佐
- 捜索第23聯隊：久保田尚平中佐
- 野砲兵第17聯隊：吉富德三少將
- 工兵第23聯隊：水野捷海中佐
- 輜重兵第23聯隊：駒木嘉太郎中佐
- 獨立野砲兵第13大隊：宇田豐作少佐
- 第23師團通信隊：奥川弘毅大尉
- 第23師團兵器勤務隊：本井秋太大尉
- 第23師團衛生隊：西田喜春大尉
- 第23師團第1野戰病院：塩田浩政軍医大尉
- 第23師團第4野戰病院：花牟禮孝二郎軍醫大尉
- 第23師團防疫給水部：谷口良碩軍醫少佐
- 第23師團病馬廠：西川春雄獸醫大尉